# 아스파르

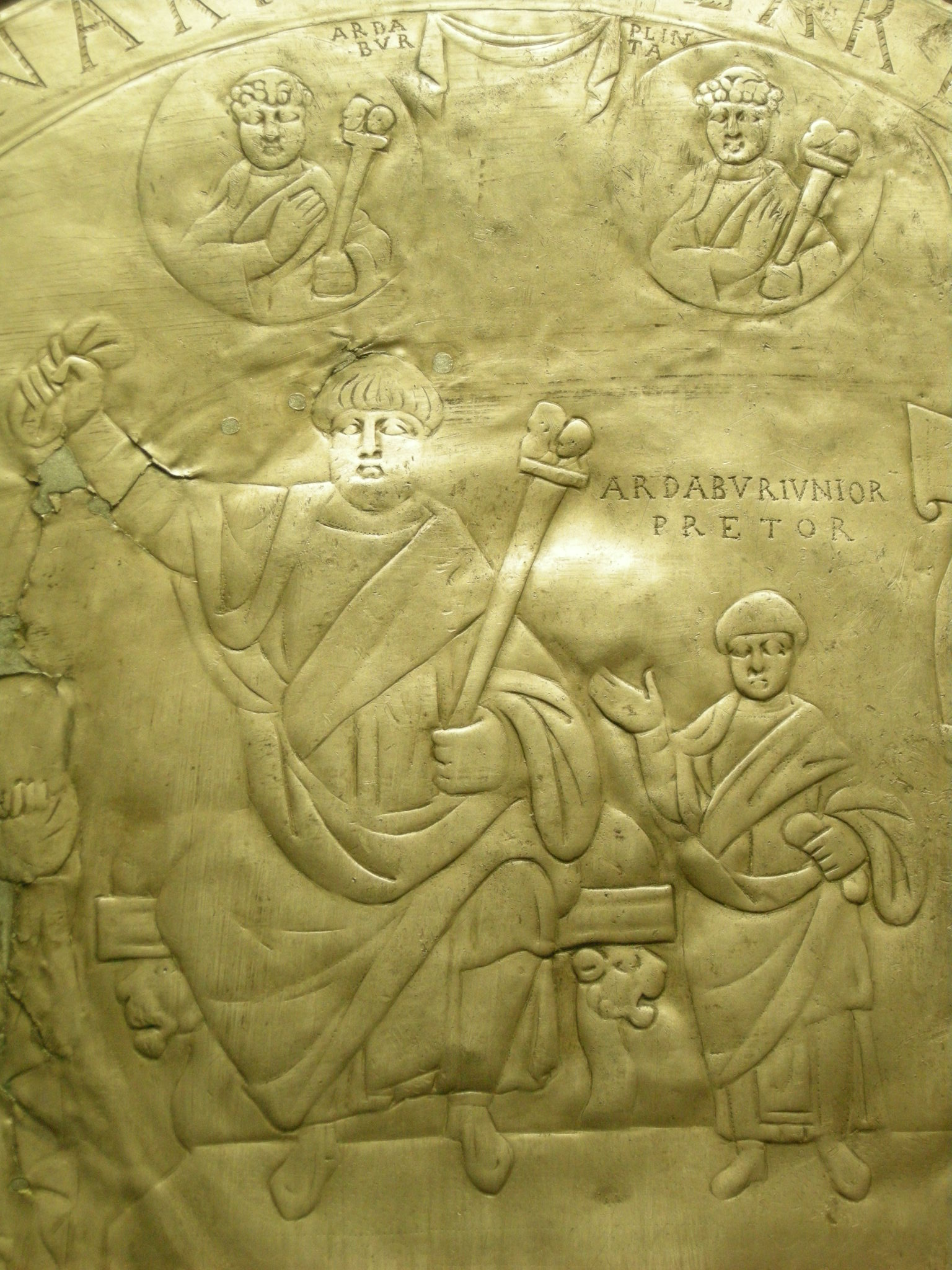
아스파르와 그의 아들

아스파르(라틴어: Flavius Aspar) (400년~471년)는 동로마 제국의 장군이다. 아스파르는 본래 고트-알란계의 후손이라 알려져 있다. 그는 젊은 시절 당시 서로마 제국에서 황제를 칭하고 있었던 요한네스를 토벌하는 토벌대 지휘관을 맡으며 활약하였고, 이내 자신의 입지를 높이며 점차 제국의 실권을 장악해 나갔다.
450년 테오도시우스 2세가 서거하자 그의 강한 압력으로 마르키아누스를 황제로 추대하는데 큰 공을 세웠다.
457년 마르키아누스 황제가 사망하자 테오도시우스 왕조의 대가 끊어지게 되었고,이때 사실상 군대를 장악하고 있던 아스파르는 이민족 출신이어서 본인이 직접 황제가 되는 것이 아닌 자신의 가문의 집사 출신인 레오를 꼭두각시 황제로 추대하며 제국을 사실상 통치하였다.
471년 레오 1세의 명을 받은 제논에게 아들 아르다부르와 함께 살해됐다.